# ألكسندر الأول

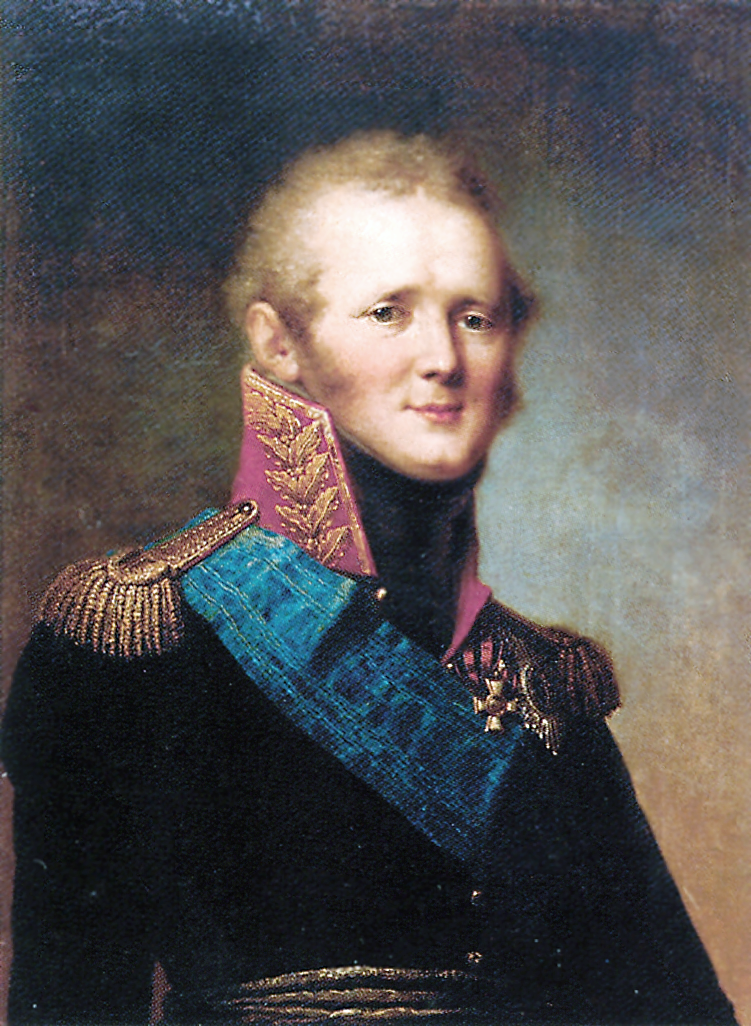
ألكسندر الأول

القيصر ألكسندر بافلوفيتش (23 ديسمبر 1777 – 1 ديسمبر 1825) خلفا لأبيه القيصر بافل الأول (باول) وحفيد القيصر بيتر الثالث بن الإمبراطورة آنا بيتروفنا بنت القيصر بطرس الأكبر والإمبراطورة كاثرين العظيمة وعم القيصر ألكسندر الثاني وإمبراطور روسيا الرابع عشر من 1801 م حتى وفاته، كان ألكسندر أول ملك في كونغرس بولندا وحكمه من 1815 حتى 1825، فضلًا عن كونه دوق فنلندا الأكبر، استمر حكمه من 1809 حتى 1825. سعت والدته لدى ديدرو لكي يتتلمذ ابنها على يده لكنه رفض ذلك فتولى فريدريش سيزار تعليم ابنها إسكندر، خططت كاثرين لتولي حفيدها سدة الإمبراطورية الروسية خلفا لها بدلا عن والده الإمبراطور باول الأول (بافل) لكنها لم تعلن خطتها على الملأ فدبرت مع حفيدها ألكسندر مكيدة هدفت إلى اغتيال باول مما يشرع طريق الوصول إلى العرش وهذا ما حدث في سنة 1801 م حين تولى مقاليد الحكم بعد يوم واحد من اغتيال والده ولكنه كان حاكما محبوبا وله جماهيرية وحضور في أوساط الشعب بسبب أفكاره الليبرالية التحررية واكتراثه بطبقة الفلاحين كما أنه أسس نظاما تعليميا شاملا كما أنه ناهض القنانة (عبودية الأرض) لكنه لم يكن قادرا على الغائها، سياسته الخارجية كانت معتدلة وحاول إقامة علاقة صداقة مع فرنسا وبريطانيا لم تستمر هده العلاقة طويلا وأعلن نابليون بونابرت الحرب على روسيا سنة 1812 م المعارضة إلى الالتحاق بالقوات الثورية. في النهاية عمل ألكسندر مع حلفاءه على هزيمة نابليون وهذا ما تم له في مؤتمر فيينا عام 1815 م. توفي بعدها بعشر سنين وخلفه شقيقه القيصر نيكولاي الأول.
وفي عهده تمّ السماح باستيراد الكتب من أوروبا وإنشاء مطابع خاصة، كما أُسّس مجلس الشيوخ الذي كان هيئة رقابية وقضائية في منظومة إدارة الدولة، كما تم تكليف أحد كبار المسؤولين (نيكولاي نوفوسيلتسيف) بإعداد مسودة الدستور الروسي. ولكن بعد الانتهاء من إعداد هذا الدستور تقرر تأجيل إصداره.
في عهد الكسندر الأول ترافقت محاولات تحديث الدولة الروسية مع تضخم الجهاز الإداري للدولة وإحلال النظام البوليسي في البلاد. وفي عام 1822 أصدر مرسوما بمنع نشاط المحافل الماسونية بعد أن أصبحت منظمة شبه حكومية في البلاد بفضل دعمه الشخصي لها، كما نص المرسوم على حظر نشاط الجمعيات السرية الأخرى، ولم يتسن له طيلة حكمه تذليل مشاكل البلاد عن طريق إجراء الإصلاحات فقد بقيت معظم القضايا السياسية والاجتماعية في روسيا بدون حل.
كان أعظم إنجازات ألكسندر هو انتصاره على نابليون، الذي هاجم روسيا في عام 1812، وسار مع الجيش الكبير من فرنسا إلى موسكو، لكنه طُرد بعد ذلك من روسيا وهزمه لاحقًا ائتلاف من الحلفاء، ومن بينهم روسيا. على مدار عدد من المؤتمرات الدبلوماسية، لعب ألكسندر المنتصر دورًا مثيرًا للإعجاب في تحديد إعادة الهيكلة السياسية لأوروبا في الفترة بعد نابليون.
وُلد ألكسندر في سانت بطرسبرغ للدوق الأكبر بافل بيتروفيتش، وفي وقت لاحق بافل الأول، وصل إلى العرش بعد مقتل والده. حكم روسيا خلال فترة الفوضى التي سببتها الحروب النابليونية. بصفته أميرًا وخلال السنوات الأولى من حكمه، استخدم ألكسندر خطابًا ليبراليًا، لكنه استمر في ممارسة سياسات روسيا المطلقة. في سنوات حكمه الأولى، بادر بإحداث بعض الإصلاحات الاجتماعية البسيطة (في 1803-04) وأجرى بعض الإصلاحات التعليمية الليبرالية الكبرى، مثل بناء المزيد من الجامعات. عين ألكسندر ميخائيل سبيرانسكي، ابن كاهن القرية، كأحد مستشاريه المقربين. ألغى مجلس (كولوجيا) وحل محله مجلس الدولة، والذي أنشأه لتحسين التشريعات. وُضِعت خطط لتشكيل البرلمان وتوقيع الدستور.
في السياسة الخارجية، غير ألكسندر موقف روسيا فيما يتعلق بفرنسا أربع مرات بين 1804 و 1812 بين الحياد والمعارضة والتحالف. في عام 1805 انضم إلى بريطانيا في حرب التحالف الثالث ضد نابليون، لكن بعد المعاناة من هزائم كبيرة في معارك أوسترليتز وفريدلند، انتقل من طرف لآخر وشكل تحالفًا مع نابليون في معاهدة تيلسيت (1807) وانضم إلى نابليون في الحصار القاري. خاض حربًا بحرية صغيرة النطاق ضد بريطانيا بين عامي 1807 و 1812 بالإضافة إلى حرب قصيرة ضد السويد (1808–09) بعد رفض السويد الانضمام إلى الحصار القاري. بالكاد توافق ألكساندر ونابليون، خاصة فيما يتعلق ببولندا، وانهار التحالف بحلول عام 1810. كان أعظم انتصارات ألكسندر في عام 1812 عندما أثبت غزو نابليون لروسيا أنه كان كارثة هائلة على الفرنسيين. كجزء من التحالف الفائز ضد نابليون، حصل على الأراضي في فنلندا وبولندا. شكل التحالف المقدس لقمع الحركات الثورية في أوروبا التي اعتبرها تهديدات غير أخلاقية للعواهل المسيحيين الشرعيين. كما ساعد النمساوي كليمنس فون مترنيش في قمع جميع الحركات الوطنية والليبرالية.
خلال النصف الثاني من حكمه، أصبح ألكسندر تعسفيًا بشكل متزايد، ورجعيًا، وخائفًا من المؤامرات ضده؛ ونتيجة لذلك أنهى العديد من الإصلاحات التي قام بها في وقت سابق. طهر المدارس من المعلمين الأجانب، حيث أصبح التعليم مدفوعًا بشكل ديني ومحافظًا سياسيًا. استُبدل سبيرانسكي كمستشار مع مفتش المدفعية الصارم أليكسي أراكشيف، الذي أشرف على إنشاء مستوطنات عسكرية. توفي ألكسندر بسبب الحمى النمشية في ديسمبر 1825 بينما كان في رحلة إلى جنوب روسيا. لم يكن له أي طفل شرعي، حيث ماتت ابنتاه في الطفولة. لم يرد أحد من إخوته أن يصبح إمبراطورًا. بعد فترة من الارتباك الكبير (التي أشعلت ثورة الديسمبريين الفاشلة من قبل ضباط الجيش الليبرالي في الأسابيع التي تلت وفاته)، خلفه شقيقه الأصغر، نيكولاس الأول.

## النشأة
وُلد ألكسندر في 23 ديسمبر عام 1777 في سانت بطرسبرغ، وربته جدته كاترين الثانية هو وشقيقه الأصغر قسطنطين. تزعم بعض المصادر أنها خططت لإزالة ابنها (والد ألكسندر) بافل الأول من الخلافة نهائيًا. تشرب مبادئ إنجيل روسو للإنسانية من أجواء التفكير الحر في بلاط كاترين ومعلمه السويسري فريدريش سيزار ديلا هارب. لكن تعلم من الحاكم العسكري، نيكولاي سالتيكوف، تقاليد الحكم الاستبدادي الروسي. اختارت جدته لتعليمه الديني أندريه أفاناسييفيتش سامبورسكي، الذي كان كاهنًا أرثوذكسيًا غير نمطي وغير ملتح. عاش سامبورسكي في إنجلترا لمدة طويلة وعلّم ألكسندر (وقسطنطين) الإنجليزية بطلاقة، وهو أمر غير مألوف بالنسبة للمستبدين الروس المحتملين في ذلك الوقت.
في 9 أكتوبر 1793، عندما كان ألكسندر ما زال يبلغ من العمر 15 عامًا، تزوج من الأميرة لويز من بادن البالغة من العمر 14 عامًا، والتي أخذت اسم إليزابيث أليكسيفنا. ترأست جدته زواجه من الأميرة الصغيرة. حتى وفاة جدته، كان يمشي باستمرار على خط الولاء بين جدته وأبيه. ساعده وكيله نيكولاي سالتيكوف في التنقل في الساحة السياسية، ما أدى إلى توليد الكره تجاه جدته وخوفه من التعامل مع والده.
بنت كاترين قصر ألكسندر للزوجين، إلا أن هذا لم يفعل شيئًا للمساعدة في علاقته بها، بذلت كاترين قصارى جهدها لإمتاعهم بالرقص والحفلات التي أزعجت زوجته. وضع العيش في القصر عليه ضغوطًا كبيرة من أجل أداء دور الزوج، حيث كان لديه فقط حب الأخوة للدوقة الكبرى. بدأ بالتعاطف أكثر مع والده، بينما رأى زيارة والده الإقطاعية في غاتشينا كإغاثة من بلاط الإمبراطورة المتباهي. ارتدوا هناك زيًا عسكريًا بروسيًا بسيطًا، بدلًا من الملابس المبهجة الشائعة في البلاط الفرنسي التي كانوا يرتدونها عند زيارة كاترين. ومع ذلك، لم تأت زيارة ولي العهد الروسي من دون القليل من المحن. أحب بافل أن يقوم ضيوفه بأداء تدريبات عسكرية، كما دفع أيضًا ولديه ألكسندر وقسطنطين للقيام بهذه التدريبات. كان أيضًا عرضة لنوبات الغضب، وكان غالبًا ما يعاني من نوبات الغضب هذه عندما لا تسير الأحداث كما خطط لها.

## ولي العهد الروسي
أدت وفاة كاترين في نوفمبر عام 1796، قبل أن تتمكن من تعيين ألكسندر خلفًا لها، بتولي والده بافل السلطة على العرش. لم يعجب ألكسندر بوالده كإمبراطور أكثر من جدته. كتب أن روسيا أصبحت «ألعوبة للمجانين» وأن «القوة المطلقة تعرقل كل شيء». من المحتمل أن رؤية حاكمين سابقين يسيئون استخدام سلطاتهما الاستبدادية، دفعه إلى أن يكون واحدًا من قياصرة رومانوف الأكثر تقدمًا في القرنين التاسع عشر والعشرين. بين بقية البلاد، كان بافل غير محبوب على نطاق واسع. واتهم زوجته بالتآمر لتصبح كاترين أخرى والاستيلاء على السلطة منه كما فعلت والدته من والده. كما اشتبه في أن ألكسندر يتآمر ضده، على الرغم من رفض ابنه في وقت سابق لرغبة كاترين بالاستيلاء على السلطة من بافل.

## معرض صور

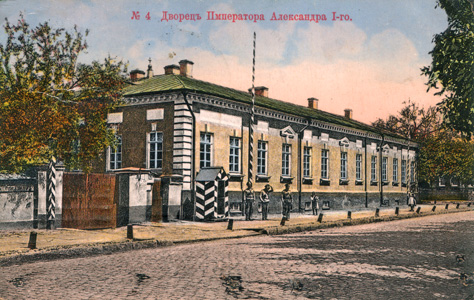
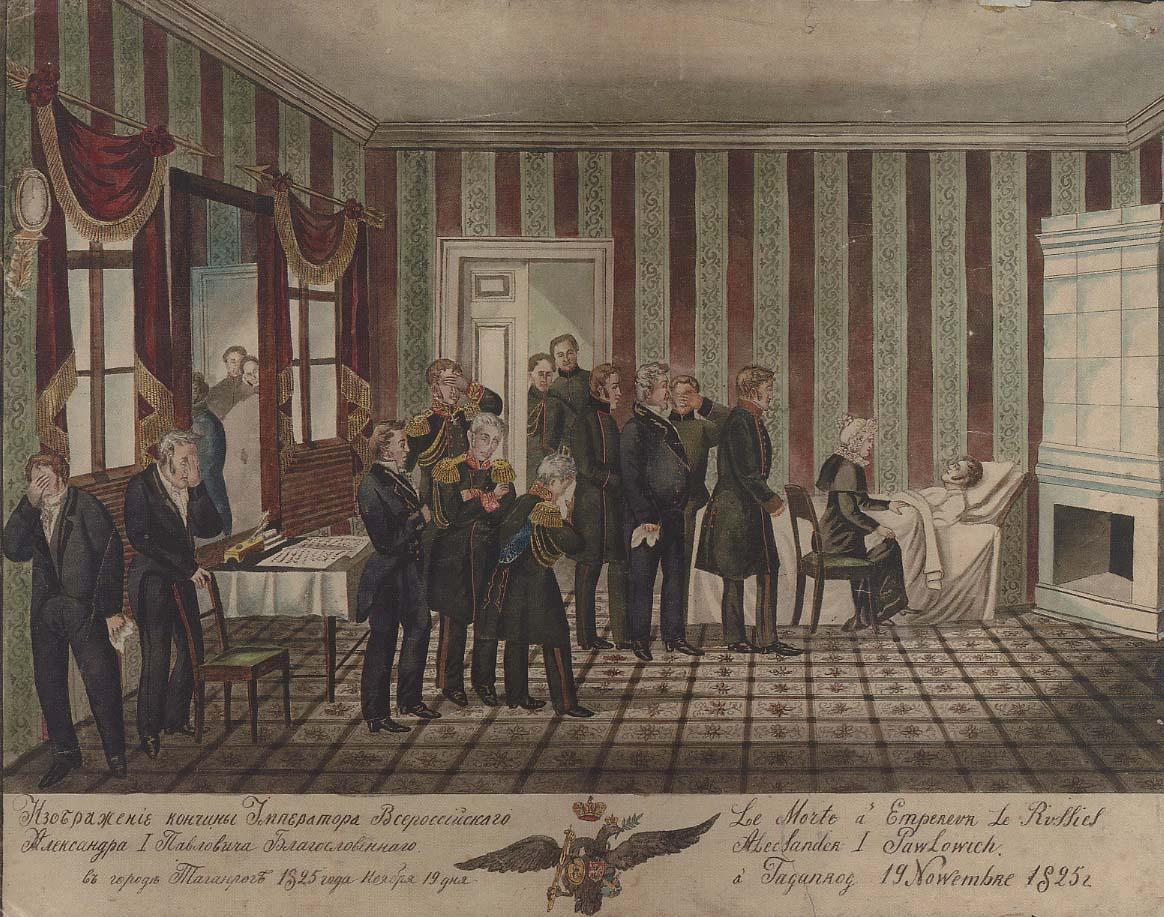
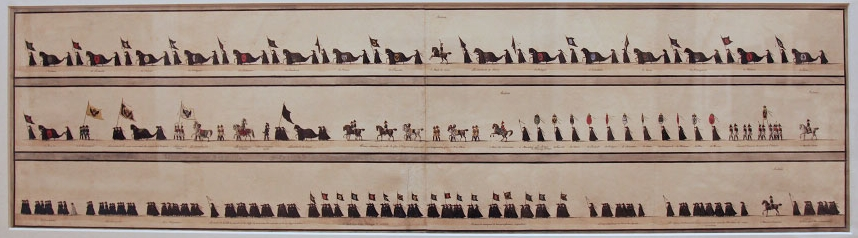

## روابط خارجية
- ألكسندر الأول على موقع الموسوعة البريطانية (الإنجليزية)
- ألكسندر الأول على موقع ميوزك برينز (الإنجليزية)
- ألكسندر الأول على موقع إن إن دي بي (الإنجليزية)